# Maurice Couve de Murville
Maurice Couve de Murville (Reims, 1907. január 24. – Párizs, 1999. december 24.) francia politikus, jogász, diplomata, az Ötödik Francia Köztársaság 3. miniszterelnöke.

## Élete
Jogi doktorást szerzett és 1930-ban államigazgatási pénzügyi ellenőrként kezdte pályáját. 1940-ben a Compiègne-i fegyverszünetet Ellenőrző Wiesbadeni Bizottság egyik tagja lett. Tisztséget vállalt a Vichy-kormányban, de a Torch hadművelet befejeződése után 1943 márciusában diplomata útlevéllel Algírba utazott. Először Henri Giraud hadseregtábornokhoz, Charles de Gaulle riválisához csatlakozott és a Nemzeti Felszabadítási Bizottság tagja lett.
1945 februárjában a Francia Köztársaság Ideiglenes Kormányát képviselte Rómában. Nagykövet volt Kairóban(1950–1954), 1954-ben az Észak-atlanti Tanácsban a francia delegációt vezette. Ezt követően Washingtonban (1955–1956), majd Bonnban (1956–1958) volt nagykövet.
1958-ban de Gaulle külügyminiszterré nevezte ki, és 1968-ig irányította a külügyeket. Az Európai Unió Tanácsában  az Általános Ügyek Tanácsának elnöki tisztségét többször is betöltötte (1959, 1962, 1965, 1968). Georges Pompidou utolsó kormányában a gazdaságért és pénzügyekért felelős miniszter volt.
1973 és 1986 között a nemzetgyűlés, majd 1995-ig a szenátus tagjaként vett részt a politikai életben. A nemzetgyűlés külügyi bizottságát elnökölte 1973 és 1981 között. Geopolitikai elképzelései változatlanok maradtak, Mitterand elnökkel értett egyet, aki ellenezte az Amerikai Egyesült Államok fegyverkezési versenyét a 80-as években. Couve de Murville nem helyeselte Franciaország részvételét az öbölháborúban.

## Kitüntetései
- A Francia Köztársaság Becsületrendjének főtisztje
- A Francia Köztársaság Nemzeti Érdemrendjének nagykeresztje
- A Katolikus Izabella-rend nagykeresztje

## Írásai
- Une politique étrangère, 1958–1969 (1971)
- Le Monde en face (1989)

## Kapcsolódó szócikk
- Franciaország miniszterelnökeinek listája